# Горки (Косинский район)
Горки — посёлок в Косинском районе Пермского края. Входит в состав Левичанского сельского поселения. Располагается юго-восточнее районного центра, села Коса. Расстояние до районного центра составляет 30 км. По данным Всероссийской переписи населения 2010 года, в посёлке проживало 144 человека (76 мужчин и 68 женщин).

## История
Образован в 1950-х годах. По данным на 1 июля 1963 года, в посёлке проживало 684 человека. Населённый пункт входил в состав Левичанского сельсовета.